# 第二次瀘州戰鬥
瀘州戰鬥發生於1923年4月1日－10日，地點則是在中國川南一帶，是北洋政府時期的戰鬥之一，也是川滇兩軍內戰的戰鬥。該戰鬥交戰一方為川二軍另一方則為滇軍。戰鬥結束後，滇軍落敗。

## 參看
- 北洋政府
- 中華民國北洋政府時期內戰戰鬥列表